# Shvetsov
Shvetsov fue una oficina de diseño (OKB) soviética fundada en Perm, URSS, en 1934, para producir el motor Shvetsov M-25 derivado del Wright Cyclone. Originalmente dirigida por A.D. Shvetsov, la OKB-19 se convirtió en el principal proveedor de motores radiales de pistón para la industria aeronáutica soviética (las OKB de Mikulin y Klimov estaban asignadas para crear motores en línea). Después de la muerte de su fundador en 1953, la OKB-19 pasó a estar bajo el control de Pavel Soloviev.

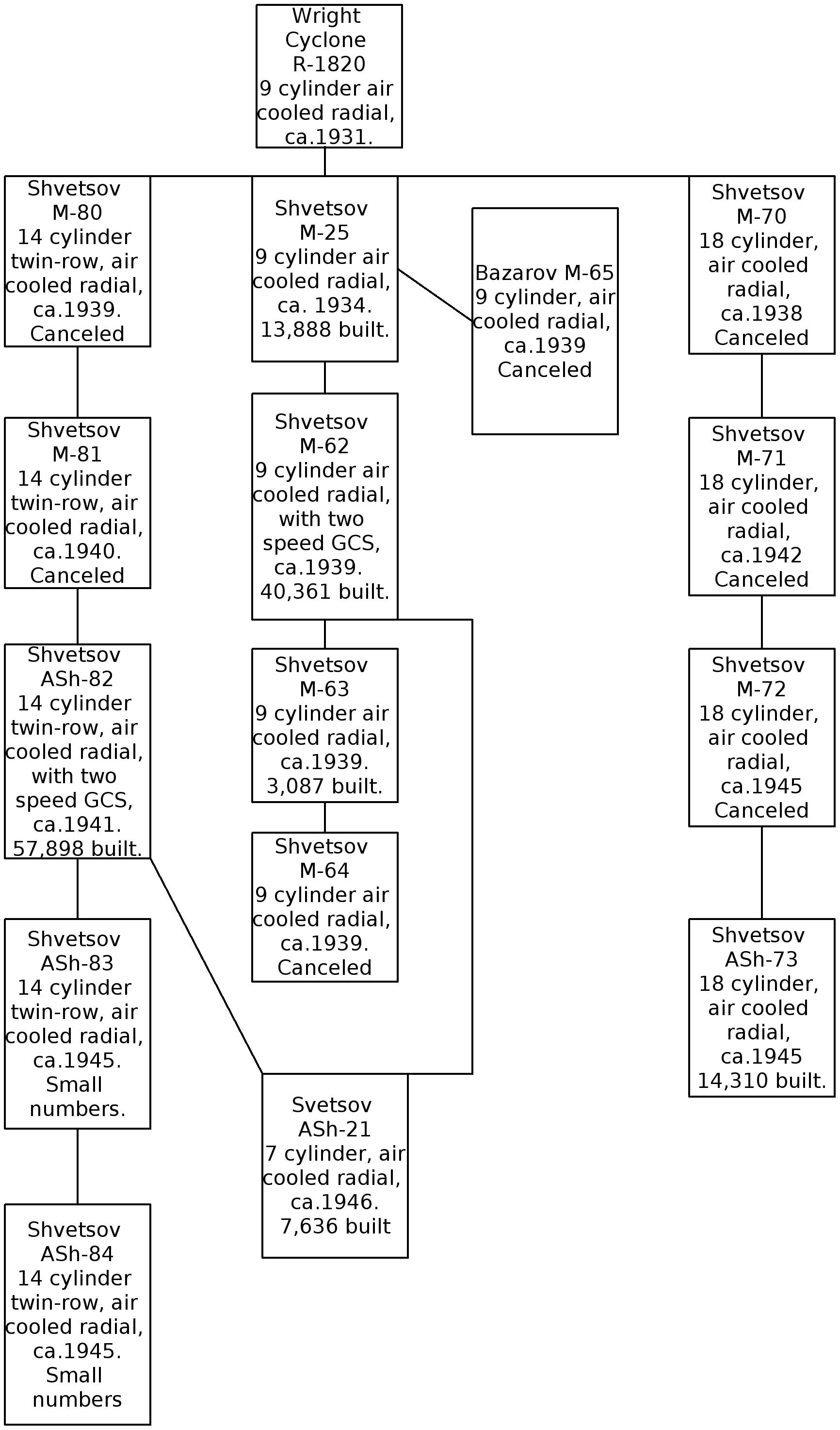
Árbol de la familia de motores Shvetsov.

## Motores
- Shvetsov ASh-21
- Shvetsov ASh-62
- Shvetsov ASh-73
- Shvetsov ASh-82
- Shvetsov M-11
- Shvetsov M-25